# Tolyxopus
Tolyxopus is een geslacht van wantsen uit de familie van de Reduviidae (Roofwantsen). Het geslacht werd voor het eerst wetenschappelijk beschreven door André Villiers in 1969.

## Soorten
Het genus bevat de volgende soorten:

- Tolyxopus macrocephalus (Villiers, 1963)
- Tolyxopus muizoni (Villiers, 1950)